# 反沖作用 (槍械)

簡單的動態圖

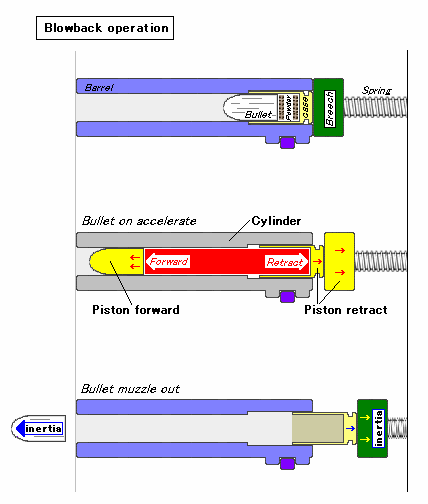
反沖作用，操作的簡要對比圖。

，是三種主要的自動槍械運作方式之一，另兩種分别是氣動式槍機和後座作用。子彈威力比9毫米鲁格弹小的小口徑半自動手槍，比如.380 ACP及更小口徑，一般採用反沖作用操作。

## 原理
子彈發射藥產生的高压膨胀氣體，向前將彈頭推出槍管；同时向後的推力作用于弹壳，直接將槍機后推，以進行自動退殼與上膛。
优点是比后座方式更为简单。这一类的枪械，枪栓和枪管大部份没有正式的闭锁，只是运用复进簧的阻力以及其他组件之间的磨擦力，来延迟开膛的时间。
缺点是高压发射气体完全作用于枪栓，太大威力的发射药需要更重的枪栓和复进簧，以免枪栓过早打开，在发射药未燃尽时就退壳。因此子弹口径威力受限。大口径的弹药，不易作出实用的设计。小口径的手枪、冲锋枪常用此种方式，如瓦爾特PP手槍等。著名的例外是德国的MG42、G3、MP5系列，采用延迟气体反冲，以枪栓上的两个滚轮来闭锁和延迟开锁。
最常見的開放式槍栓分為三大類，都採用子彈發射藥氣體餘壓完成自動退殼與上膛操作：直接反衝、提前擊發、延遲或減緩後坐力。

## 直接反沖

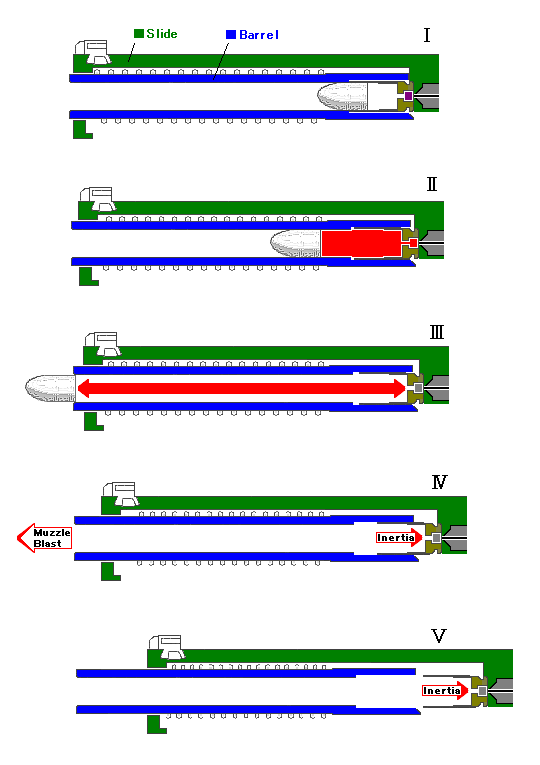

右圖为簡單式反沖作用。从图中可以看出，除了彈簧以外没有闭锁机构，因此反沖力僅僅作用在槍機上，槍管没有後退。
通常簡單式反沖作用適用於小口徑半自動手槍。最早是由約翰·白朗寧運用在小口徑半自動手槍上，例如.32 ACP的FN M1900與FN M1903。以後許多小口徑半自動手槍受到影響，.380 ACP的瓦爾特PP手槍與使用9×18mm馬卡洛夫槍彈的馬卡洛夫手槍、.22 LR的瓦爾特P22半自動手槍等。但是，发射较小口径7.62×25毫米弹药的TT手槍并非简单式反冲枪机，其枪管上端有闭锁装置，为白朗寧短枪管后座式原理。Hi-Point槍械公司也製造一些槍機很重的簡單式開放式槍栓的槍械，但口徑是.45 ACP、.40 S&W與9毫米鲁格弹。
一些小口徑半自動步槍亦使用簡單式反沖，義大利貝瑞塔Cx4 Storm卡賓槍亦使用簡單式反沖發射.45 ACP、.40 S&W與9毫米鲁格弹。

## 提前擊發
最簡單提前擊發底火式的反衝作用是使用開放式槍栓的衝鋒槍。在這種配置中，槍膛深度稍微短於彈殼的長度（千分之幾英寸）。這樣槍機尚未完全閉鎖之前撞針即擊發底火。沉重的槍機的質心在擊發時尚在向前运动，其惯性可以抵消一部份发射药气体后推的冲力，这种方式可以减少枪栓一半重量。這個提前擊發底火方式可以減輕槍機重量，也使擊發的操作更順暢，提高可控性，減少了衝鋒槍的槍口攀升。慣性作用使推衝鋒槍的槍口向前向下，從而減少後座力也減少槍口攀升。使用提前擊發底火與開放式槍栓的例子有英國斯登衝鋒槍、德國MP40衝鋒槍與美國M3衝鋒槍等。
提前擊發底火式槍械必須使用開放式槍栓，這不利於準確度（雖然對衝鋒槍這不是太重要），這也意味著他們不能通過螺旋槳同步發射，不能用在螺旋槳飛機上。

## 延遲或減緩反沖作用

### 槓桿延遲反衝作用

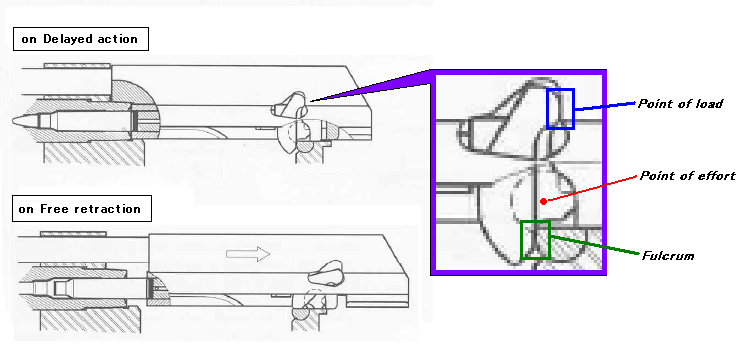
法國FAMAS的延遲

法國的FAMAS使用槓桿延遲反衝作用。

### 滾輪延遲反沖

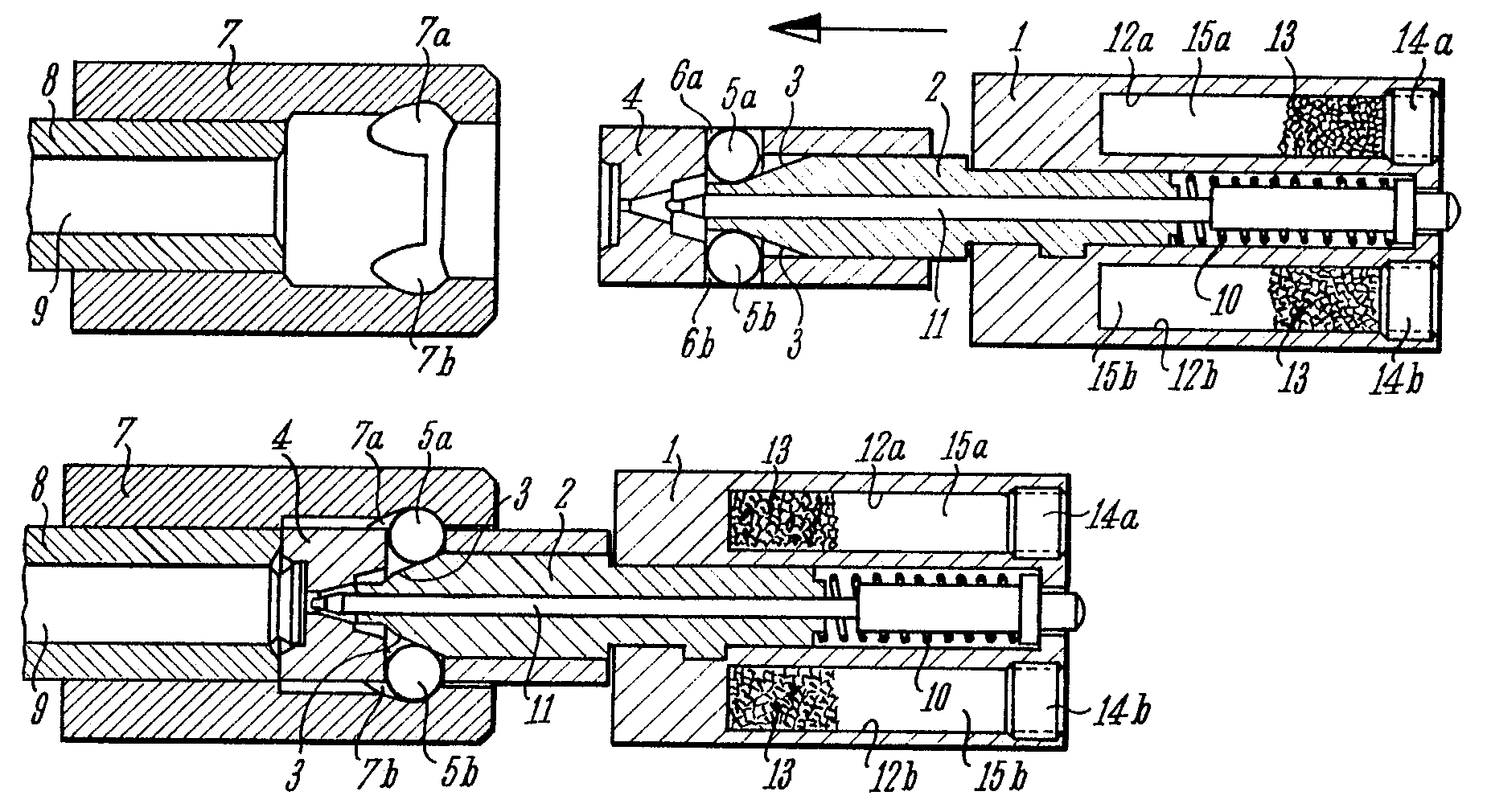
HK MP5滾輪延遲反沖作用

毛瑟StG45突擊步槍是首先使用滾輪延遲反沖的槍械。使用滾輪延遲反沖時槍管是固定的。這種設計主要優點是比氣動式槍機和後座作用的設計簡單。槍管固定也使準確度提高。
第二次世界大戰後，前德國毛瑟技術員路德維希·福爾格里姆勒（Ludwig Vorgrimler）和特奧多爾洛夫勒（Theodor Löffler）在1946年和1950年為法國德米盧斯工作室機械公司（CEAM）工作時將此一機制改進完善。首個利用滾輪延遲反沖作用大規模生產的步槍是西班牙特種材料技術研究中心的CETME自動步槍，其次是瑞士SIG SG 510和德國黑克勒-科赫HK G3。德國準確的狙擊步槍HK PSG1也是採用滾輪延遲反沖。目前全球仍在大規模使用的HK MP5冲锋枪是使用滾輪延遲反沖作用的最常見的武器。在HK P9半自動手槍也採用滾輪延遲反沖。折疊的延遲反沖作用（美國專利6079138）適用於犢牛式槍械。

### 氣體延遲反沖
發射藥氣體從槍管經一小孔進入有活塞的小口徑長圓筒，延遲槍機的開放。德國HK P7手槍與中華人民共和國77乙式手槍是使用氣體延遲反沖的槍械。